# Кочуркин, Антон Алексеевич
Антон Алексеевич Кочуркин (род. 19 июля 1977 года, Россия) — российский архитектор, идеолог, художник, эксперт в области развития территорий и создания туристических достопримечательностей, ландшафтный архитектор, руководитель проектной группы «8 линий».
Проекты Антона и проектная группа «8 линий» завоевывают награды в международных конкурсах: ТОП-10 Archdaily в 2019, ТОП-30 лучших общественных пространств России по версии архитектурного журнала «Проект Россия» 2019, гранты Минстроя на реализацию проектов в г. Выкса (Нижегородская область) и г. Билярск (Татарстан), Гран-при профессионального конкурса Archiwood 2018 за лучшее общественное здание из дерева, лауреат архитектурных фестивалей Зодчество, Арх Москва, фестиваля ландшафтной архитектуры в Москве 2017 и фестиваля садов в Chaumont-sur-Loire 2016. Лауреат премии «Золотое сечение» 2014, премии Design Innovation Awards 2002 и 2003 года.

## Биография
Имеет неполное музыкальное образование по классу флейта, соавтор нескольких произведений в составе группы EXIT PROJECT.
В 2002 закончил МАРХИ, Мастерскую Экспериментального учебного проектирования под руководством В. Р. Раннева и Е. В. Асса.
В 2002—2003 годах вместе с Олегом Смирновым, Романом Смирновым, Михаилом Финагиным создал группу Exit Project (название Романа Смирнова), где активно внедрял в стилистику музыки паттерны, вдохновляясь американским минималистом Стивом Райхом.
В 2003—2004 годах работал в мастерской Александра Бродского. В 2011 году создал архитектурное бюро «8 линий», которое в настоящее время занимается не только архитектурой, дизайном и ландшафтом, но и развитием территорий, разработкой и управлением проектов где в основе лежит искусство, культура в городском или сельском пространстве.

## Архитектурные и ландшафтные проекты
В 2004 Кочуркин выиграл конкурс и был приглашен на Архитектурную биеннале в Венеции, где работал в группе Stefano Boeri, разрабатывая возможности минимизации последствий большой протяженности России и расстояниями между населенными пунктами.
В 2014 проектная группа «8 линий» разработала дизайн-код новых государственных выставочных залов Москвы — Граунд. Ходынка и Граунд. Песчаная, а также разработало и реализовало сезонные выставочные павильоны в парке Царицыно, которые используются и сейчас.
В этом же году Антон Кочуркин протестировал новый метод работы с пространством создав временный проект «Сад Знаний», который представлял собой обширный лабиринт с четырьмя комнатами, где каждая комната была посвящена определённому мифу, проблеме или истории Калужской области. В каждой комнате была представлена инсталляция, сделанная местными детьми, занимающимися в детском творческом лагере Никола-Ленивец. В проекте приняло участие около 130 детей и около 15 тьюторов, которые вместе с детьми создавали инсталляции в комнатах лабиринта. Проект был поддержан грантом Благотворительного фонда Елены и Геннадия Тимченко.
В январе 2016 года Антон Кочуркин вместе с Анной Андреевой победил в международном конкурсе садового искусства в Chaumont-sur-Loire, где реализовал экспозицию Edible Garden (Съедобный сад), идея которой заключалась в рефлексии по утерянной эпохе советского «дачного» периода 1970-90 годов, когда дача была не только местом отдыха, но также местом выживания и самой заветной территорией на земле для советского человека. Вместе с Анной Андреевой был придуман термин Survival gardening, который наиболее лаконично описал эстетику и задачи дач советского периода. В инсталляции была создана атмосфера заброшенного дачного участка 1970-х годов, где вокруг ещё остались овощные и фруктовые культуры, но вся территория уже заросла дикорастущими травами и цветами.
В 2017 году по архитектурному проекту Кочуркина и проектной группы «8 линий» в Tульской области на 104 км дороги М-4 открылся фермерский рынок им. Болотова (он же Тульский Агрохаб), идеей которого стала консолидация местных фермеров в точке продаж их продукции. Архитектура рынка отразила идею консолидации фермеров в единый союз (кооператив), а планировка рынка была такова, что в процессе эксплуатации фермеры могли обустраивать накрытые навесом платформы по своему усмотрению, превращая их в отапливаемые здания для торговли. В 2018 художественным советом премии по деревянной архитектуре АРХИWood здание было признано лучшим деревянным общественным зданием года.
В августе 2017 года Антон Кочуркин и проектная группа «8 линий» получает гран-при на международном конкурсе ландшафтной архитектуры в Москве, представив реализованный тематический временный сквер под названием «Время трав», находившийся на тверской площади около памятника Юрию Долгорукому. Идея сквера заключалась в реконструкции полевой растительности тысячелетней давности, то есть до появления Москвы.
Архитектор первого арт-парка LA Collection’Air в Швейцарии в г. Люцерн (2017), автор методического пособия «Создай свой город» о современных практиках соучастного проектирования, основанного на личном опыте и опыте команд работавших в г. Выкса в рамках программы Арт-Дворы фестиваля Арт-Овраг (2018), в том числе со Святом Муруновым, Артемом Черниковым, Проектной группы 8, Анной Щетининой, бюро Дружба и другими.

## Кураторство фестивалей и выставок
С 2002 по 2007 много занимался выставочным дизайном. В 2007 предложил и реализовал дизайн экспозиции «Феерия света» в Егорьевском историко-художественном музее, где создал уникальную интерактивную витрину, в которой посетители могли общаться с музейными предметами посредством света.
В 2002 по проекту Антона Кочуркина в соавторстве с Ильей Шульгиным в Сургутском художественном музее была открыта знаковая для того периода экспозиция «Видевшие лицо Тарн». В этой экспозиции впервые в экспозиционном дизайне России была предложена голографическая проекция, причем созданная по собственной методике автора. Помещение выставочного зала было разделено на 2 части. В одной части в витрине были уложены плохо сохранившиеся исторические артефакты, в другом — парящие голографические изображения наиболее сакральных предметов экспозиции. В этой экспозиции также реализовались и религиозные принципы гунн III-IV в.н. э., которые верили в реинкарнацию. Экспозиция была признана музейными экспертами лучшей экспозицией десятилетия.
В 2006—2020 гг. Антон Кочуркин являлся куратором фестиваля ландшафтных объектов Архстояние, вместе с Юлией Бычковой и основателем парка Николаем Полисским соавтор крупнейшего Арт-парка в деревне Никола-Ленивец.
С 2006 года по приглашению Николая Полисского Антон Кочуркин вместе с Юлией Бычковой начинает разрабатывать идею фестиваля Архстояния, переродившегося далее в крупнейший Арт-Парк Европы.
В 2006 в Калининградском художественном музее создал экспозицию «Дневники города. Калинингад-Кенигсберг» идеей которой стала синкретичность противоречивых реалий настоящего Калининграда. В создании 3Д образа экспозиции помог Федор Дубинников. Экспозиция была представлена 4 парными павильонами, где внутри каждой пары возникали противоречия, как в настоящем городе, являющимся одним из городов с самой противоречащей драматичной историей.
С 2007 Антон начинает задавать каждому фестивалю Тему года. Этот принцип реализуется до сих пор. На протяжении своего кураторства Антон Кочуркин, основываясь на подходе Николая Полисского и Василия Щетинина сформировали дизайн-код архитектурных сооружений в Арт-парке.
В 2007 по приглашению компании «Триумфальная Марка» в рамках архитектурной экспозиции Арх Москва Антон создает кураторский проект «Вертикальный город», к участию в котором приглашает 15 архитектурных бюро Москвы. Каждому из авторов предлагается реализовать свои заветные мечты в макете небоскреба, технологию изготовления которого Антон предлагает из множества фанерных горизонтальных срезов. Успех экспозиции позволил ей быть представленной далее в галерее ВХУТЕМАС, а также получить приглашение второй раз на следующий год курировать стенд компании на Арх Москве.
В 2008 Антон реализует свою идею «Бегущей архитектуры» пригласив молодых архитекторов поразмыслить над темой изменчивости современной архитектуры и быстрой сменяемости фасадов, привязанных к архитектурной моде. Антон пригласил к участию и диалогу 16 команд, определив условием участия 4 принципа «бегущей архитектуры».
Антон Кочуркин автор всех выставочных экспозиций фестиваля Архстояние в Москве, а в 2010 году в Dunkerque (Франция).
В 2011 году по проекту Антона Кочуркина и под кураторством Николая Малинина в Музее архитектуры им. Щусева была открыта экспозиция «Параллели», идея которой заключалась в парном сравнении выставляемых фотоматериалов. Антон придумал легкие подвесные конструкции, которые очень легко собирались и перевозились на новое место, благодаря чему экспозицию удалось представить во многих городах России. В этой экспозиции Антон впервые применил прямую печать на фанере, что стало первым прецедентом фотографической печати на фанере в экспозиционном дизайне в мире.
Куратор фестиваля городской культуры Арт-Овраг (учредитель и создатель фестиваля — ОМК и благотворительный фонт ОМК-участие) в г. Выкса 2017—2019. Этот фестиваль помогает развиваться целому городу и задает культурную повестку в городе. В период своего кураторства Антон манифестировал и реализовал концепцию «Полезного Искусства», где важнейшим критерием является полезность искусства как коммуникационного пространства большинства. Автор идеи арт-плотов на Верхневыксунском пруду, которые превратились в городской туристический транспорт.
Куратор фестиваля ALushta.Green в 2019 году, куратор фестиваля Арт-Овраг в 2017—2019 годах в г. Выкса Нижегородской области.

## Победы во Всероссийском конкурсе лучших проектов создания комфортной городской среды в малых городах и исторических поселениях
- 2018 г. Проект развития историко-культурного парка «Святой ключ и Сельское озеро». с. Билярск, Республика Татарстан[20].
- 2018 г. Проект ревитализации территорий ЦПКиО и набережной. г. Выкса, Нижегородская область[21].
- 2019-2020 гг. Солнечная мечта: благоустройство парка им. Гагарина и прилегающих территорий.г. Губаха, Пермский край[22].
- 2019-2020 гг. Проект благоустройства парка Победы. г. Моздок, Республика Северная Осетия-Алания[22].
- 2019 г. Благоустройство сквера Космонавтов и прилегающих территорий.г. Елизово, Камчатский край[22].
- 2019-2020 гг. Бамовский Арбат: проект благоустройства улицы, бульвара и прилегающих скверов.г. Тында, Амурская область[23].
- 2020 г. Зелёный магнит. Концепция развития и благоустройства территории парка им. Н. А. Никитина г. Железногорск, Курская область[24].
- 2021 г. Культурно-рекреационный кластер «Алтын Дага». с. Билярск, Республика Татарстан[25].
- 2021 г. Шаховская набережная: Благоустройство берега Лысьвенского пруда. Лысьва, Пермский край[26].